# Dundonald Castle

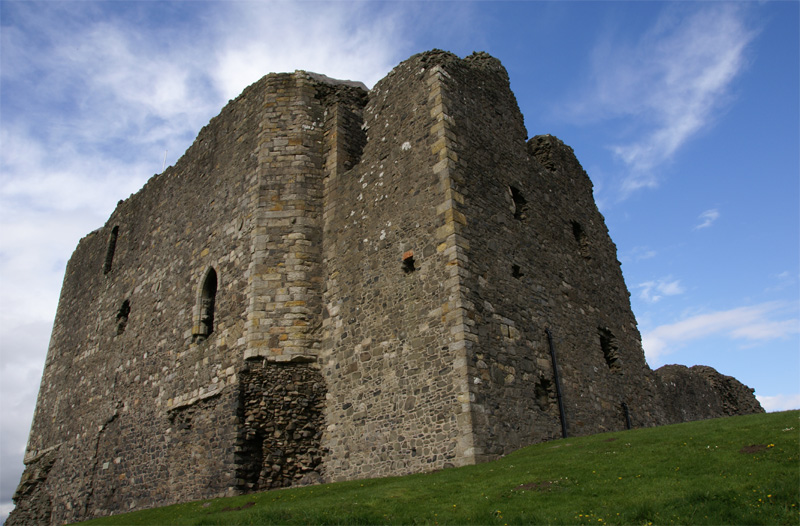
Dundonald Castle vanuit het zuidwesten

Dundonald Castle is een veertiende-eeuws kasteel, gelegen in Dundonald tussen Kilmarnock en Troon in de Schotse regio South Ayrshire, gebouwd door Robert II van Schotland op de ruïne van een dertiende-eeuws kasteel.

## Geschiedenis

### IJzertijd
De heuvel waarop Dundonald Castle ligt was al voor 2000 v.Chr. bewoond. Tussen 500 v.Chr. en 200 v.Chr. werd er een fort gebouwd dat zeker bewoond was tot 1000, toen een brand het fort in de as legde. Het was in deze periode dat het zelfstandige koninkrijk Strathclyde werd veroverd en opgenomen werd in het koninkrijk Schotland.
De naam Dundonald betekent fort van Donald. Wellicht verwijst de naam naar een van de drie koningen met die naam die in Strathclyde in de tiende eeuw regeerden.

### Stewart
In de twaalfde eeuw bouwde vermoedelijk Walter FitzAllan, die Steward van de Schotse koning was, een motte en bailey kasteel, een houten kasteel beschermd door aardwerken.
In de late dertiende eeuw bouwde Alexander Stewart, de vierde High Steward een stenen kasteel, waarvan enkel de put en de fundamenten van een toren zijn overgebleven. Het kasteel bestond uit twee grote blokken om een ronde binnenplaats en was in zijn geheel omringd door een walmuur met vier ronde torens. De grote blokken hadden aan de voorzijde eveneens ronde torens. Tijdens de oorlogen met Engeland in de vroege veertiende eeuw werd dit kasteel grotendeels vernietigd.
Robert II van Schotland bouwde bij zijn troonsbestijging in 1371 Dundonald Castle. Hij stierf er in 1390. In de vijftiende eeuw werd het kasteel uitgebreid en aangepast.

### Vanaf 1482
Jacobus III van Schotland verkocht Dundonald Castle aan de Cathcarts in 1482. In 1526 werd het kasteel eigendom van de Wallaces. In 1636 kocht Sir William Cochrane het kasteel, dat al in verval was geraakt. Tien jaar later gebruikte hij het als steengroeve voor de herinrichting van het nabijgelegen Auchans Castle.

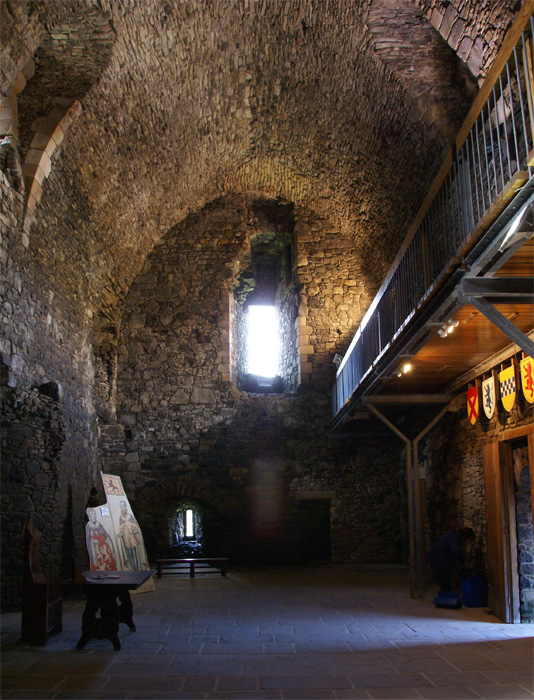
De begane grond en eerste verdieping waar de opslagruimtes en de laigh hall was

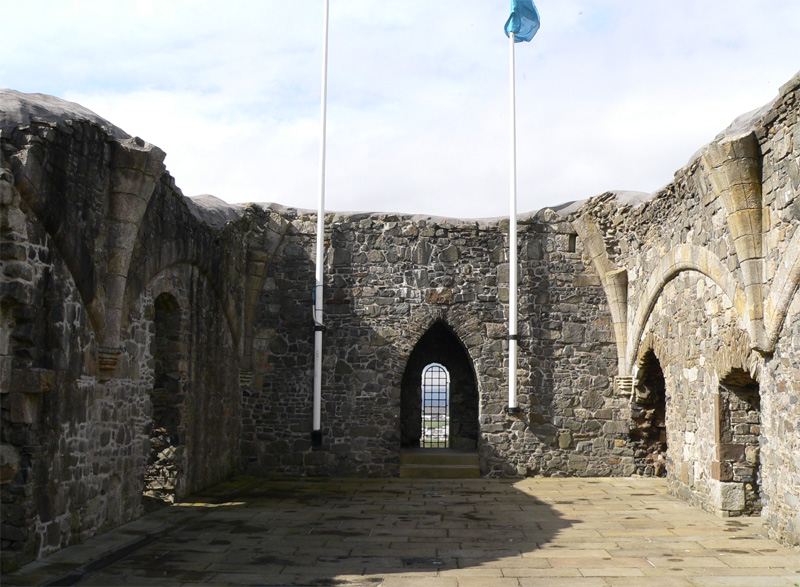
Upper hall

## Bouw
Van het eerste stenen kasteel dat op de heuvel was gebouwd waarop Dundonald Castle staat, zijn de put aan de oostzijde en de fundamenten van een toren aan de noordwestelijke zijde overgebleven.
Van het kasteel, dat werd gebouwd in de veertiende eeuw, is de woontoren met aanbouw overgebleven.
De donjon telde drie verdiepingen. De bovenste verdieping, waarvan het dak verloren is gegaan, bevatte de upper hall en was bedoeld voor de koning en zijn familie. De eerste verdieping was de laigh hall, die diende voor publieke ontvangsten. De begane grond diende als opslagruimte. De ingang bevindt zich in de oostmuur. In de noordmuur bevindt zich een trap naar de ruimtes voor de bedienden op de eerste verdieping waarboven zich een minstrelengalerij met eigen latrine bevond.
Er zijn geen aanwijzingen dat deze verdiepingen in gebruik zijn geweest als slaapruimte. Evenmin zijn er aanwijzingen voor een vierde verdieping. Aan de zuidzijde van de donjon werd in de vijftiende eeuw een uitbreiding gebouwd met enige kleine kamers boven een gevangenis en een bakhuis.
Aan de buitenzijde van de woontoren zijn op de westelijke muur vijf wapenschilden te zien.

## Beheer
Dundonald Castle wordt beheerd door de South Ayrshire Council in samenwerking met Historic Environment Scotland. Bij het kasteel bevindt zich een bezoekerscentrum en museum.